# Damodara (astrónomo)
Dāmodara Vatasseri o Dāmodara Vatasreni (siglo XV) fue un astrónomo y matemático de Kerala.
En ese sitio se formó una escuela de astronomía y matemáticas, que floreció durante el siglo XV.
Era hijo de Paramesvara Vatasseri (1360-1425, de Alattur), quien desarrolló el sistema drigganita de cómputos astronómicos.
Damodara fue maestro de Nilakantha Somaiayi, a quien inició en la astronomía y le enseñó los principios básicos de los cálculos matemáticos.